# Marta Colvin
Marta Colvin Andrade (Chillán, 22 de juny de 1907 - Santiago de Xile, 27 d'octubre de 1995) fou una escultora xilena. Entre els nombrosos premis que va obtenir a la seva carrera artística, sobresurt el que va rebre l'any 1970 Premi Nacional d'Arts Plàstiques de Xile.

## Biografia
Mig europea -el seu avi va ser el poeta i immigrant irlandès James Colvin-i mig xilena, es va casar molt jove, als 16 anys, amb l'agricultor d'ascendència francesa Fernando May Didier, amb qui tindria tres fills.
Va iniciar la seva carrera artística s Chillán gràcies a «una trobada casual amb la seva professora de dibuix, l'escultura Noemí Mourges», qui «va posar entre les seves mans la primera argila per modelar».
Va compartir posteriorment les seves inquietuds artístiques amb altres mestresses de casa, amb els qui va formar el grup Tanagram d'escultores autodidactes.
Es va mudar a Santiago de Xile després del terratrèmol de Chillán de 1939, que va destruir la seva casa. A la capital es va anar amb els seus fills, i el seu marit es va quedar al sud sempre dedicat a l'agricultura. Marta Colvin, malgrat tenir ja més de 30 anys, va ingressar a l'Escola de Belles Arts de la Universitat de Xile (1939-1945), on va tenir com a professors a Julio Antonio Vásquez i Lorenzo Domínguez Villar. Estant encara estudiant, va ser nomenada el 1943 ajudant del taller d'escultura de Vásquez a la citada Escola de Belles Arts; set anys més tard passa a ser professora auxiliar i el 1957 va assumir com a titular, càrrec que va ocupar fins a 1972.
Després de llicenciar-se, va continuar els seus estudis a l'estranger, primer en l'Académie de la Grande Chaumière (1948-1949), amb Henri Laurens, Ossip Zadkine i Etienne Martin - a París va prendre també curs d'Història de l'Art, al museu del Louvre, i d'Estètica a La Sorbona -, i després, el 1951 i el 1953, a la Slade School de la Universitat de Londres. A Anglaterra treballa amb l'escultor F. E. McWilliam, es vincula amb l'escriptor, filòsof i crític d'art Herbert Read i amb l'escultor Henry Moore, al qual li unirà una estreta amistat. Sota la influència de Moore, que li va ensenyar a valorar la tradició cultural precolombina, Colvin va viatjar per Perú i Bolívia, estudiant i absorbint les cultures prehispàniques.
La seva consagració la va obtenir el 1965, quan va guanyar el Gran Premi Internacional d'Escultura amb Les torres del silenci, una de les seves obres monumentals realitzades en pedra. Adquirida el 1970 per una institució de Bèlgica, està situada al Museu de l'Escultura a l'Aire Lliure de Middelheim, a la vora d'Anvers. Al llarg de la seva vida va obtenir nombrosos guardons, entre ells, el 1970, el màxim xilè: Premi Nacional d'Arts Plàstiques. Moltes de les seves obres es troben a l'estranger, a Anglaterra i França, país aquest últim on va residir per espai de més de 30 anys.

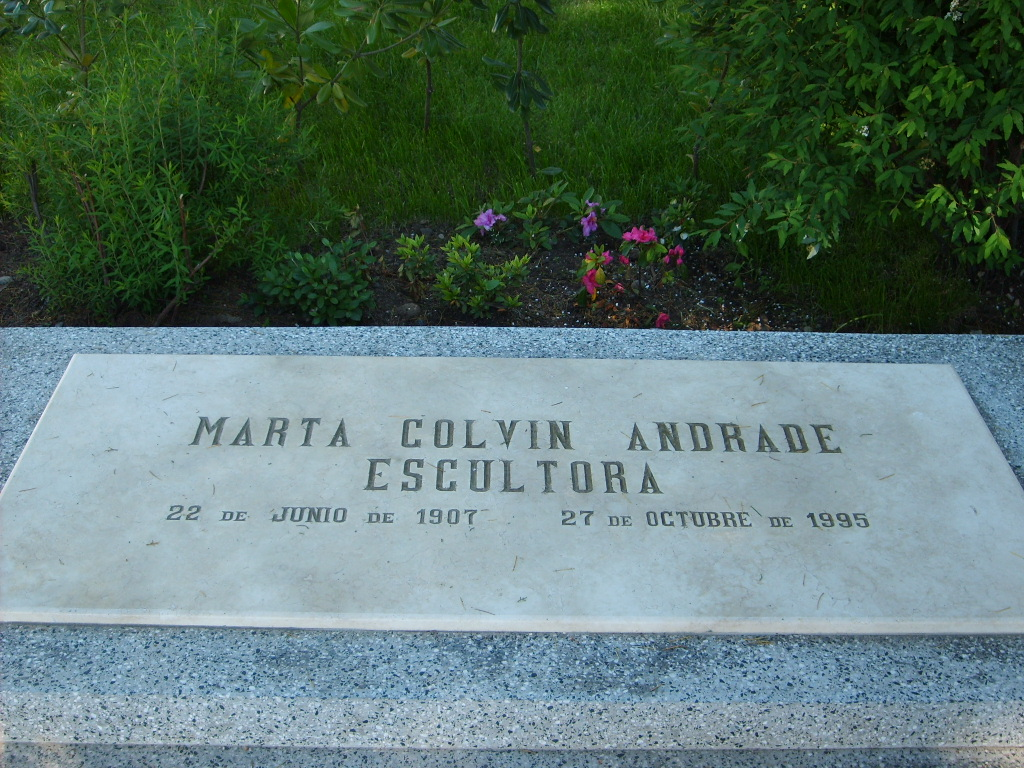
Tomba de Marta Colvin al Cementiri Municipal de la seva ciutat natal Chillán

Allà es va casar amb el filòsof i crític d'art Pierre Voulbout, a qui havia conegut el 1954, l'any de la seva primera exposició individual a l'estranger, a la galeria parisenca Verneuil. El 1990, tres anys després de la mort del seu segon marit i després 'haver patit un infart cerebral, Colvin va tornar a Xile. La seva gran retrospectiva es va realitzar al Museu Nacional de Belles Arts el 1993 i dos anys més tard moria a Santiago de Xile. Sepultada al Cementiri General de la capital xilena, les seves despulles van ser traslladats al Cementiri Municipal de Chillán el 2009, on descansen al sector nomenat Parc de les Arts.

## L'escultora
Colvin era molt destra a les «tècniques de la talla en pedra, el buidatge en bronze i el desbast en fusta, estant aquesta última una característica en la seva producció».
En els seus començaments, predominaven les figures humanes, però va anar evolucionant «cap a un estil que va intentar representar les forces elementals de la natura». Cap als anys 1960 va trobar el seu segell particular, que es caracteritza per la reunió de diversos blocs acoblats entre si, que aixequen l'obra en sentit vertical i l'expandeixen en sentit horitzontal, generant tensió; la superfícies van ser marcades amb incisions profundes que accentuen les direccions del volum, així com els seus ritmes i tensions. Va desenvolupar així «una temàtica abstracta que planteja la recerca de formes i simbologies sud-americanes».
L'arxiu personal de l'artista va ser donat per la Successió Marta Colvin el 2007 a la Biblioteca i Arxiu del Museu Nacional de Belles Arts i als anys següents es va organitzar el Fons Marta Colvin, que està disponible als estudiosos des de 2010. Al casalot de l'heretat «El Mono», que pertanyia al seu marit Fernando May, funciona el Museu Marta Colvin amb el seu parc d'escultures.

## Premis i reconeixements

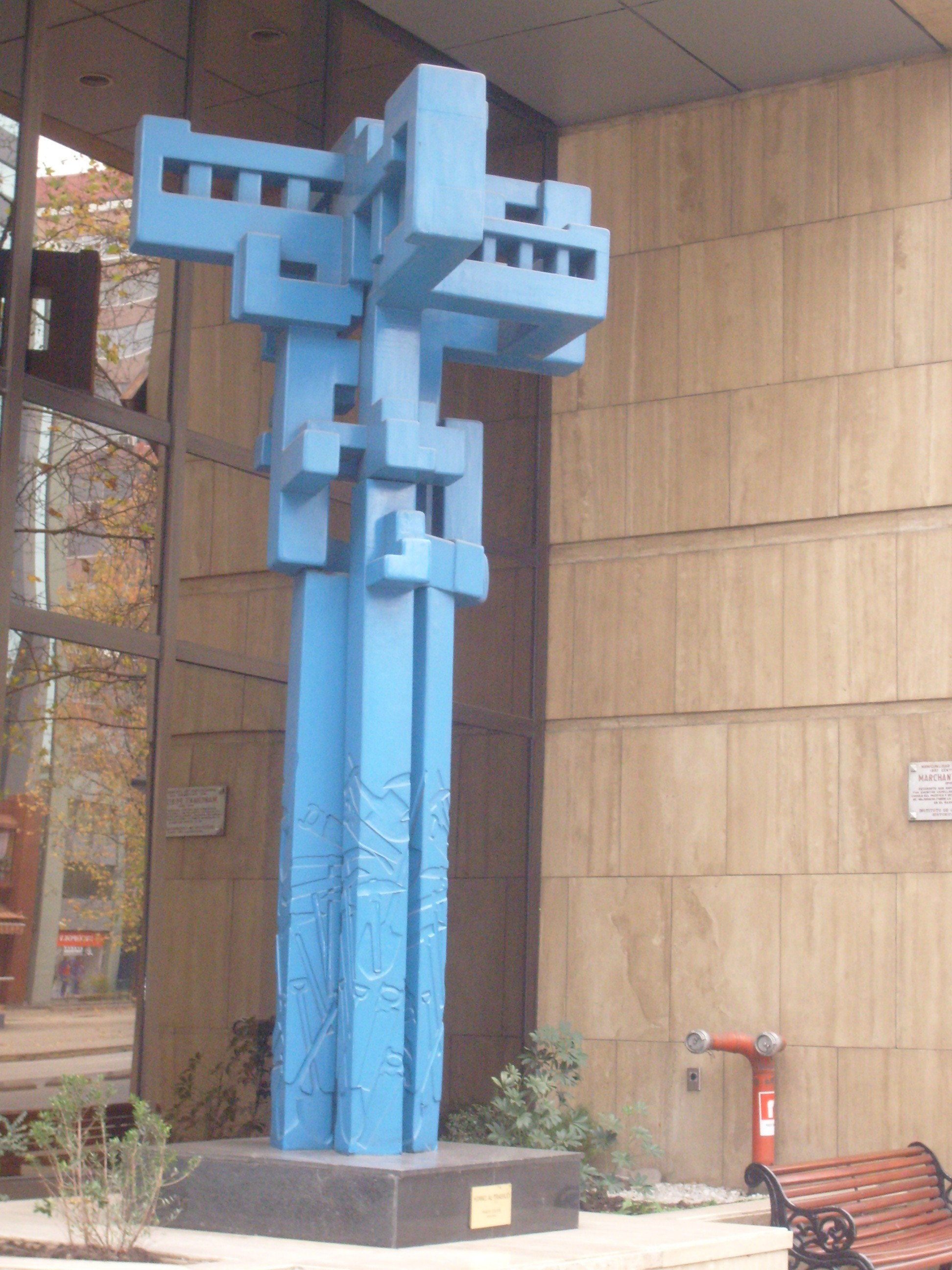
Himno al trabajo Santiago de Xile.

- Segon Premi Escultura, Saló Anual d'Alumnes, Escola de Belles Arts, Santiago de Xile, 1939
- Primer Premi, Saló Oficial, Museu Nacional de Belles Arts, Santiago, 1944
- Tercer Premi, Saló Commemoratiu del Centenari de la Universitat de Xile, Santiago, 1944
- Segona Medalla, Saló de l'Estiu de Viña del Mar, 1944
- Segon Premi Concurs Monument al Senyor José Victorino Lastarria, Santiago, 1946
- Primer Premi Monument a la Memòria del doctor Enrique Arancibia, Cementiri General de Santiago, 1946
- Monument al pròcer veneçolà Antonio José de Sucre, Santiago 1947
- Primer Premi, Menció Escultura, Saló Oficial, Museu Nacional de Belles Arts, Santiago, 1948
- Beca del Govern de França, 1948
- Primer Premi d'Escultura, Saló IV Centenari de Concepción, 1950
- Primer Premi, Menció Escultura, Saló Oficial, Museu Nacional de Belles Arts, Santiago, 1951
- Menció Honrosa Concurs Internacional del Monument al Presoner Polític Desconegut, Londres, 1952
- Beca del Consell Britànic a Anglaterra, 1952
- Primer Premi, Menció Dibuix, Saló Oficial, Museu Nacional de Belles Arts, Santiago, 1955
- Bust de Benjamín Vicuña Mackenna, Plaça de l'Amerique, París, 1956
- Premi d'Honor, Saló Oficial, Museu Nacional de Belles Arts, Santiago, 1956
- Primer Premi d'Escultura, VIII Biennal de Sao Paulo 1965 per Les torres del silenci
- Filla il·lustre de Chillán
- Medalla d'Honor del Senat, Congrés Nacional de Xile, Santiago, 1970
- Premi Nacional d'Arts Plàstiques de Xile 1970
- Homenatge de la Comunitat Artística de El Curro, Santiago, 1971
- Homenatge de l'Associació de Pintors i Escultors de Xile, Santiago, 1971
- Premi del Consell Regional de Illa de França, 1982
- Membre de l'Acadèmia Xilena de Belles Arts, Santiago, 1986
- Professora honoris causa de la Universitat del Bío-Institut Professional de Chillán, 1987
- Condecoració de l'Orde al Mèrit Docent i Cultural Gabriela Mistral, en el grau de Gran Oficial, Santiago, 1982
- Premi Rebeca Matte, Ministeri d'Educació de Xile, Santiago, 1992
- Premi del Cercle de Crítics d'Art de Xile, Santiago, 1994
- Sèrie de segells i sobres 100 anys Marta Colvin, Xile, 2007